# کارکس تورئادورا
کارکس تورئادورا (به انگلیسی: Carex toreadora) گونه‌ای از جگنیان است.